# Gabriel Vasconcelos Ferreira
Gabriel Vasconcelos Ferreira (Unaí, 27 de septiembre de 1992), más conocido como Gabriel, es un futbolista brasileño Juega en la posición de portero para el E. C. Juventude del Campeonato Brasileño de Serie A.

## Carrera
Gabriel estuvo en el Cruzeiro como juvenil desde el año 2006, pero no tuvo oportunidades en el primer equipo, donde era el tercer portero por detrás de Fábio y Rafael; con su contrato terminándose, firmó con el AC Milan por cinco temporadas el 23 de mayo de 2012. En 2014 fue cedido a préstamo al Carpi de la Serie B y fue uno de los protagonistas del ascenso del club a la máxima división italiana por primera vez en su historia.
El año siguiente fue cedido al Napoli. El 1 de octubre debutó en la Liga Europea, en el partido victorioso ante el Legia de Varsovia polaco (2 a 0 para los azzurri). Su debut en la Serie A se produjo el 3 de abril de 2016 contra el Udinese, donde tapó un penalti que lanzó Bruno Fernandes. Finalizada su temporada en Nápoles, Gabriel volvió al Milan, sin jugar hasta enero de 2017, cuando fue cedido al Cagliari.

### Selección nacional
Gabriel fue convocado por primera vez por la selección brasileña en 2010, para reemplazar a Heurelho Gomes durante un periodo de entrenamientos en Barcelona. En ese momento su convocatoria fue motivo de sorpresa para todos, pues nunca había actuado con los profesionales de Cruzeiro, el entrenador Mano Menezes explicó que lo convocó porque tenía edad para los juegos olímpicos. Al año siguiente Gabriel se destacó mucho en la Copa Mundial de Fútbol Sub-20 de 2011 celebrada en Colombia, en la que su selección fue campeona.
En julio de 2012 fue convocado por Mano Menezes para integrar el equipo olímpico brasileño que compitió en los Juegos Olímpicos de Londres de 2012.

## Clubes
| Club                      | País   | Año       |
| ------------------------- | ------ | --------- |
| Cruzeiro E. C.            | Brasil | 2010-2012 |
| A. C. Milan               | Italia | 2012-2014 |
| Carpi F. C. 1909 (cedido) | Italia | 2014-2015 |
| S. S. C. Napoli (cedido)  | Italia | 2015-2016 |
| A. C. Milan               | Italia | 2016-2017 |
| Cagliari Calcio (cedido)  | Italia | 2017      |
| A. C. Milan               | Italia | 2017-2018 |
| Empoli F. C. (cedido)     | Italia | 2018      |
| A. C. Perugia Calcio      | Italia | 2018-2019 |
| U. S. Lecce               | Italia | 2019-2022 |
| Coritiba F. C.            | Brasil | 2022-act. |
| E C. Juventude (cedido)   | Brasil | 2024-act. |

## Palmarés

### Campeonatos regionales
| Título             | Club           | Estado       | Año  |
| ------------------ | -------------- | ------------ | ---- |
| Campeonato Mineiro | Cruzeiro E. C. | Minas Gerais | 2011 |

### Campeonatos nacionales
| Título              | Club             | País   | Año     |
| ------------------- | ---------------- | ------ | ------- |
| Serie B             | Carpi F. C. 1909 | Italia | 2014-15 |
| Supercopa de Italia | A. C. Milan      | Italia | 2016    |
| Serie B             | Empoli F. C.     | Italia | 2017-18 |
| Serie B             | U. S. Lecce      | Italia | 2021-22 |